# Namansiliet
Het mineraal namansiliet is een natrium-mangaan-silicaat, een verbinding van twee silicaationen met natrium en mangaan, met molecuulformule NaMn3+Si2O6. Het is een inosilicaat en een pyroxeen. De naam is van de scheikundige elementen in het mineraal afgeleid. Het is doorzichtig, het is bruin tot paarsrood, heeft een bruinrode streepkleur en een glas- tot parelglans. Het heeft een monoklien kristalstelsel en de splijting is perfect volgens een onbekend kristalvlak. Het heeft een massadichtheid van 3,6 kg/l, de hardheid is 6 tot 7 en het mineraal is niet radioactief.